# Frezarpur
Frezarpur era un lugar designado para el censo (census town) de la India en el distrito de Bastar, Estado de Chhattisgarh. Según el censo de 2001 tenía 9.630 habitantes, pero para el censo de 2011 fue eliminado.